# El Trench
El Trench (o es Trenc, en mallorquín) es una playa que está situada junto a la localidad española de Las Covetas, municipio de Campos, Mallorca. Se trata de una zona de protección natural, cerca de la cual se encuentran las Salinas del Trench, donde se cosecha la tradicional flor de sal.
La playa se extiende desde Las Covetas en el noroeste hasta cerca de la Colonia de San Jorge en el sureste. Desde 2017 forma parte del parque natural Marítimo-Terrestre del Trench-Salobrar de Campos.

## Etimología
Su nombre parece provenir del hecho de que el arenal y su sistema dunar constituyen el dique natural que separa la llanura de Campos del mar. No en vano, detrás del Trench se extienden las tierras más bajas del término, e inundadas detrás El Trench, aparece la zona húmeda de Es Salobrar de Campos, segunda zona húmeda más importante de Mallorca, después de la Albufera de Alcudia. En épocas de lluvias torrenciales, los torrentes que drenan el sistema montañoso de Randa y las montañas de Felanich y Santañí hacia el sur confluyen todos en el fondo de la llanura campanera, que no tiene, sin embargo, salida natural al mar. Así, el agua de los torrentes, que sólo arrancan en caso de inundaciones, corre hacia Salobrar, donde las camas se difunden y inundan toda la zona. El agua acumulada, al no tener salida hacia el mar, rompe a veces en la duna de la playa y el agua evacua hacia el mar. Este "rompe" (trenc en mallorquín) del agua que se produce en la duna podría haber dado el nombre a la playa, que es abierta y rectilínea, enfocada hacia poniente y suroeste.

## Descripción

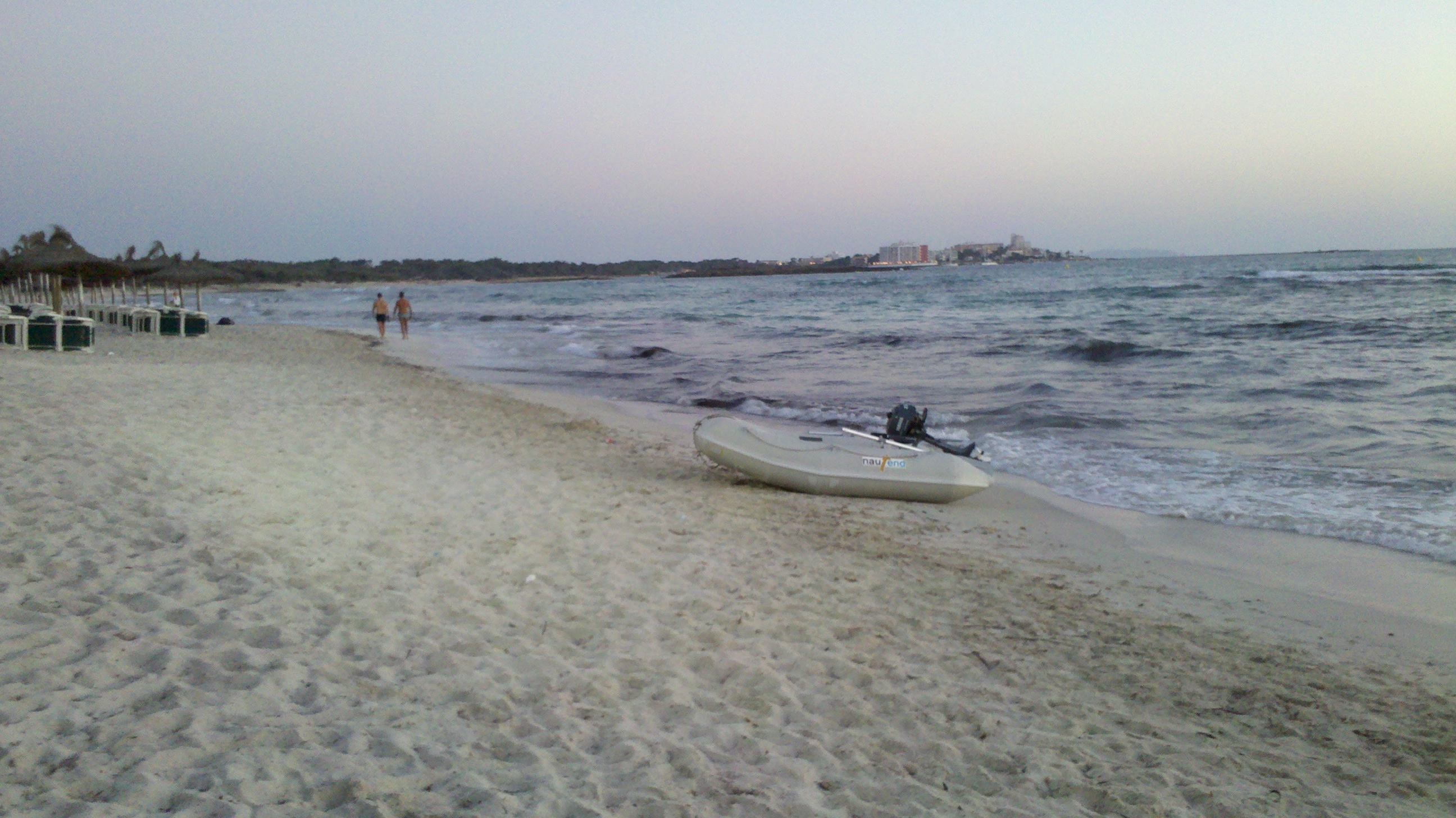
Playa del Trench.

La playa comienza después de la zona rocosa de Las Covetas, hacia Xaloc. Durante varios kilómetros no se encuentra ningún accidente geográfico destacable. Pasados unos kilómetros, hay una captación artificial de agua de mar que alimenta, mediante un motor, las salinas instaladas en una zona del Salobrar. Después hay dos pequeños salientes rocosos que forman dos minúsculas calas arenosas, llamadas respectivamente "Es Pregons grans" y "Es Pregons petits", ante las que se sitúa el único islote de Campos, un islote muy cercano a la costa, de forma alargada hacia Poniente, conocido con el nombre de isla Gavina, separada de tierra firme por un pequeño brazo de mar de escasos 2-3 metros de profundidad. Después de Es Pedregons la playa se cierra con una punta rocosa muy plana, para dar paso a otra playa mucho más cerrada y recogida llamada "Es Coto". Esta playa, a sus últimos metros cierra la bahía de La Rápita y el término de Campos, pues inmediatamente después de la playa comienza el término de Las Salinas y el núcleo turístico de la Colonia de San Jorge.
En toda la extensión de la playa se pueden observar construcciones de cemento que fueron construidas durante la Segunda Guerra Mundial con el objetivo de servir de búnker y nido de artillería, aunque nunca fueron usadas para tal efecto.
La arena del Trench es blanca y muy fina. Sus aguas son cristalinas y constituyen uno de los arenales más emblemáticos de Mallorca. Muchas promociones turísticas de la Isla se hacen a través de fotografías del Trench, último arenal virgen de Mallorca, lo que ha suscitado entre los habitantes de la zona una reclamación turística de primer orden. Se trata de una playa salvaje, con altos valores ambientales y que cuenta con zona nudista.